# Albussac
Albussac är en kommun i departementet Corrèze i regionen Nouvelle-Aquitaine i de centrala delarna av Frankrike. Kommunen ligger  i kantonen Argentat som tillhör arrondissementet Tulle. År 2022 hade Albussac 730 invånare.

## Befolkningsutveckling
Antalet invånare i kommunen Albussac
Referens:INSEE